# 比婆牛

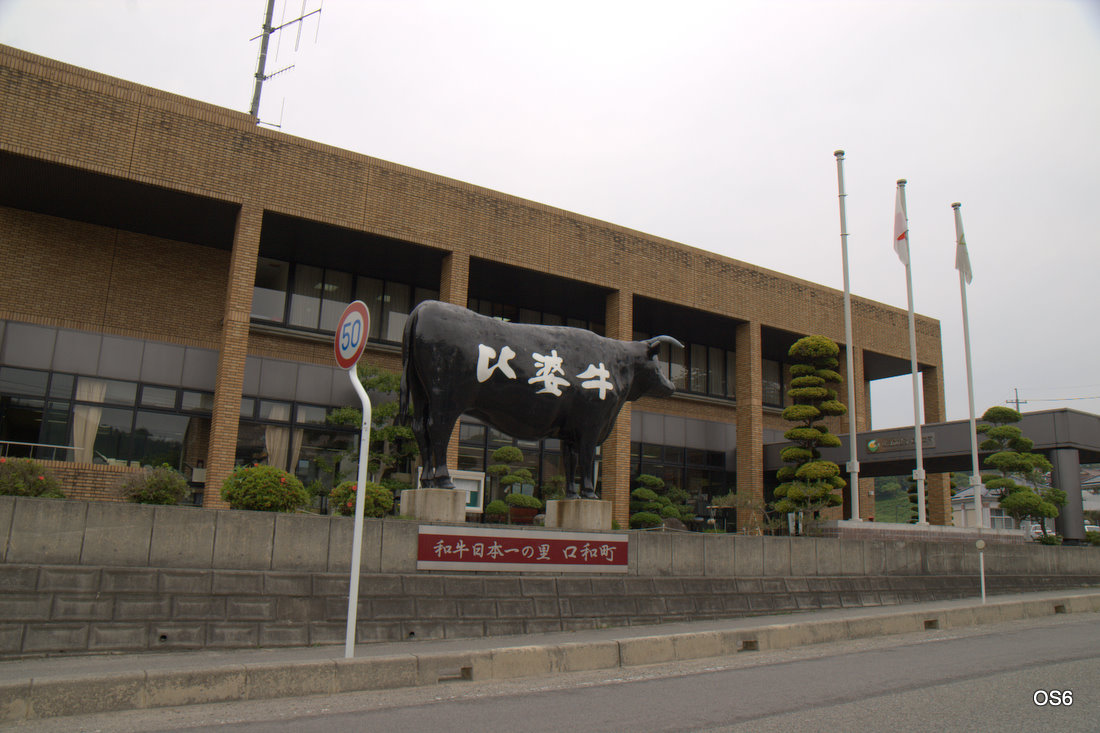
庄原市役所口和支所の前に立つモニュメント

比婆牛（ひばぎゅう）は、広島県旧比婆郡（現在の庄原市）で育てられている黒毛和種、およびその精肉（ブランド牛）である。庄原農業協同組合が管理する地域団体商標（第5859218号）。地理的表示保護制度(GI)登録（第83号）。
広島県産の統一ブランドは広島牛であり、比婆牛はその下に位置する地域ブランドになる。生産者団体はあづま蔓振興会。

## 概要
肉としては公式では「鮮やかな紅色に繊細なサシが入り、深いコクや上品な香りが織り成す、豊かな味わい」が特徴としている。遺伝的に不飽和脂肪酸割合が高いため、口どけがよく柔らかい舌触りになり、後味がさっぱりとしている。牛としては飼育農家からすると、繁殖・産子共に良好で性格もおとなしく飼いやすい特徴がある。
日本和牛4大ルーツの一つである岩倉蔓を起源とし、庄原市産の素牛を県内で飼育した血統牛のみを比婆牛ブランドと認定している。トレードマークは岩倉蔓を作った岩倉家の蔵紋をモチーフにデザインされている。1988年農林水産祭天皇杯受賞。かつては神石牛と共に広島県を代表する和牛として全国で名を轟かせていたものの、比婆牛ブランドが一度消えたこともあることに加え、認定頭数自体が少ないため、市場への流通量は少ない。生産拡大に向けて官民で尽力している。

## 定義
|          |   | 歩留等級 | 歩留等級 | 歩留等級 |
| A        | B | C        |          |          |
| -------- | - | -------- | -------- | -------- |
| 肉質等級 | 5 | A-5      | B-5      | C-5      |
| 肉質等級 | 4 | A-4      | B-4      | C-4      |
| 肉質等級 | 3 | A-3      | B-3      | C-3      |
| 肉質等級 | 2 | A-2      | B-2      | C-2      |
| 肉質等級 | 1 | A-1      | B-1      | C-1      |

2014年制定され2018年6月1日時点で改定された、庄原市による比婆牛認証制度において以下の通り定義されている。
2019年GI登録における特定農林水産物等の生産の方法は以下の通り。

## 沿革

### 背景

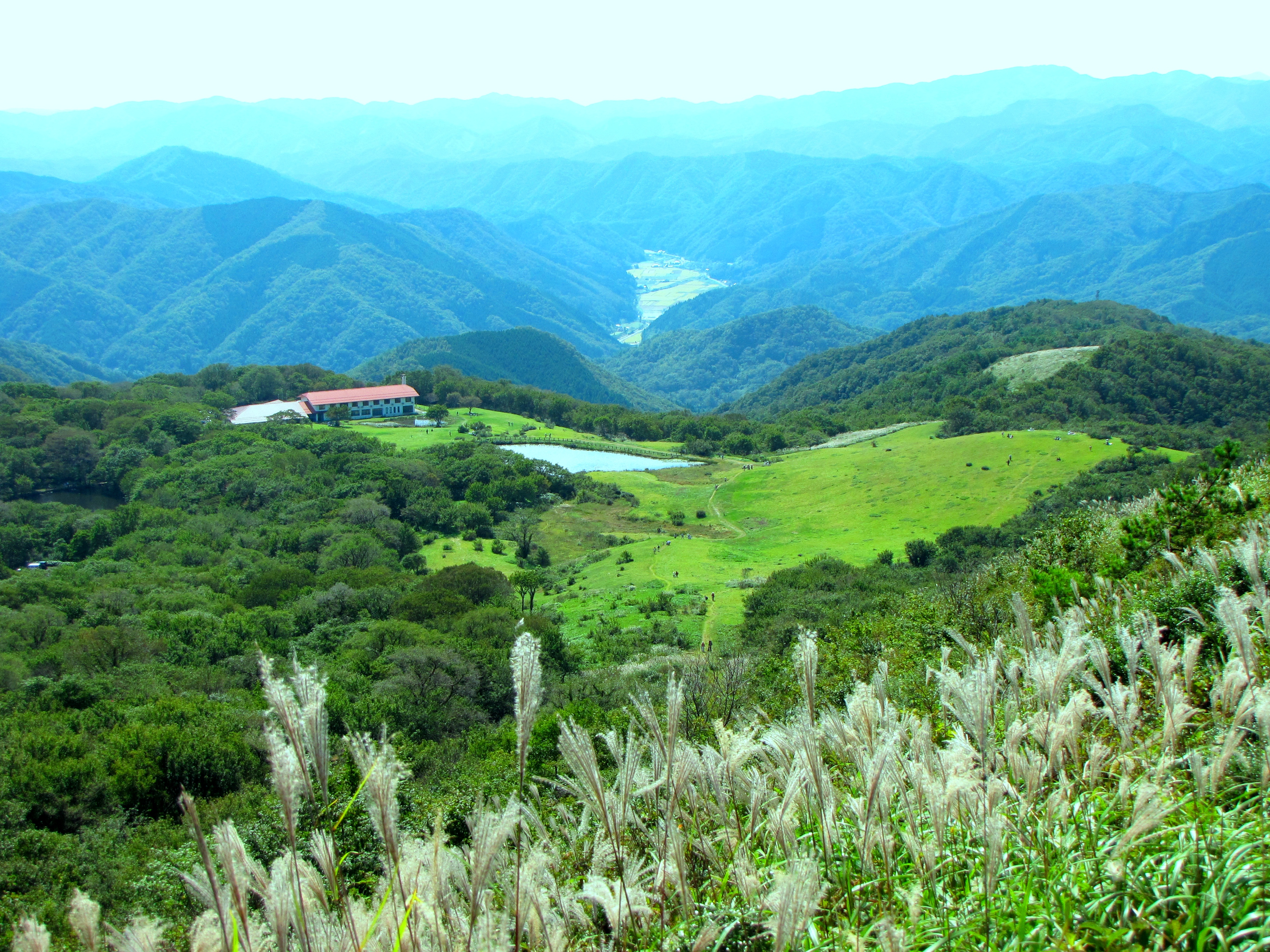
吾妻山ロッジの遠景

産地である庄原市は、中国地方のほぼ中央に位置し、地形学的には中国山地内にある。中国山地は丘陵地が連続し地質的には花崗岩が多く、気候は山間部特有のもので夏は涼しく比較的降水量がある。そのため良質な牧草つまり石灰分を多く含み多汁柔軟な牧草が育ちやすく、急峻な地形は肢蹄や角が丈夫な牛になりやすく、更に暑さに弱い黒毛和牛としては最適な気温であることから、良い牛が生まれやすい環境にある。吾妻山や道後山では夏から秋にかけて牛が放牧されている。
古くは、この地の牛は「役牛」つまり農耕用・厩肥用そして物資運搬用として育てられた。ただしそれを立証する古文献は残っていない。一般に中国地方が牛の生産地として定着したのは14世紀ごろとされており、東城町の牛馬供養田楽である塩原の大山供養田植は中世から行われていたと推定されている。
特にこの地においては古代から始まり中世・近世と盛んであったたたら製鉄での役牛、つまり鉄や製鉄用燃料の炭や木材の運搬に用いられた。農民にとってこの仕事は農閑期の重要な収入源であり、駄賃稼ぎに牛馬を所有していた。またたたらを営む鉄師も多くの牛馬を所有し、零細農家にそれを貸し与えて物資運搬させ、鉄穴流しの跡地を秣場に用い、その後で農地に転用しそれを農耕に用いた。
そうした中で牛馬の飼育が活発となり、より良質な種を生み出すため交配による品種改良が行われていた。そこから生まれた優秀な系統を中国山地では特に「蔓」と呼び、その牛を「蔓牛」と呼んだ。

### 岩倉蔓
全国和牛登録協会が認定している最古の4大蔓牛は以下の通り。
- 竹の谷蔓
- 岩倉蔓 : 1843年備後比婆郡で誕生、後の比婆牛
- 周助蔓 : 1845年但馬美方郡で誕生、後の但馬牛
- ト蔵蔓 : 1855年出雲仁多郡で誕生、後の奥出雲和牛

資料によっては竹の谷・岩倉・周助で3名蔓と呼ばれている。この「岩倉蔓」が現代和牛としての比婆牛のルーツで、1843年（天保14年） 比和村布見（現比和町布見）の岩倉六右衛門が近親交配を重ねて育種したものである。なお古い資料では布見牛とも呼ばれている。

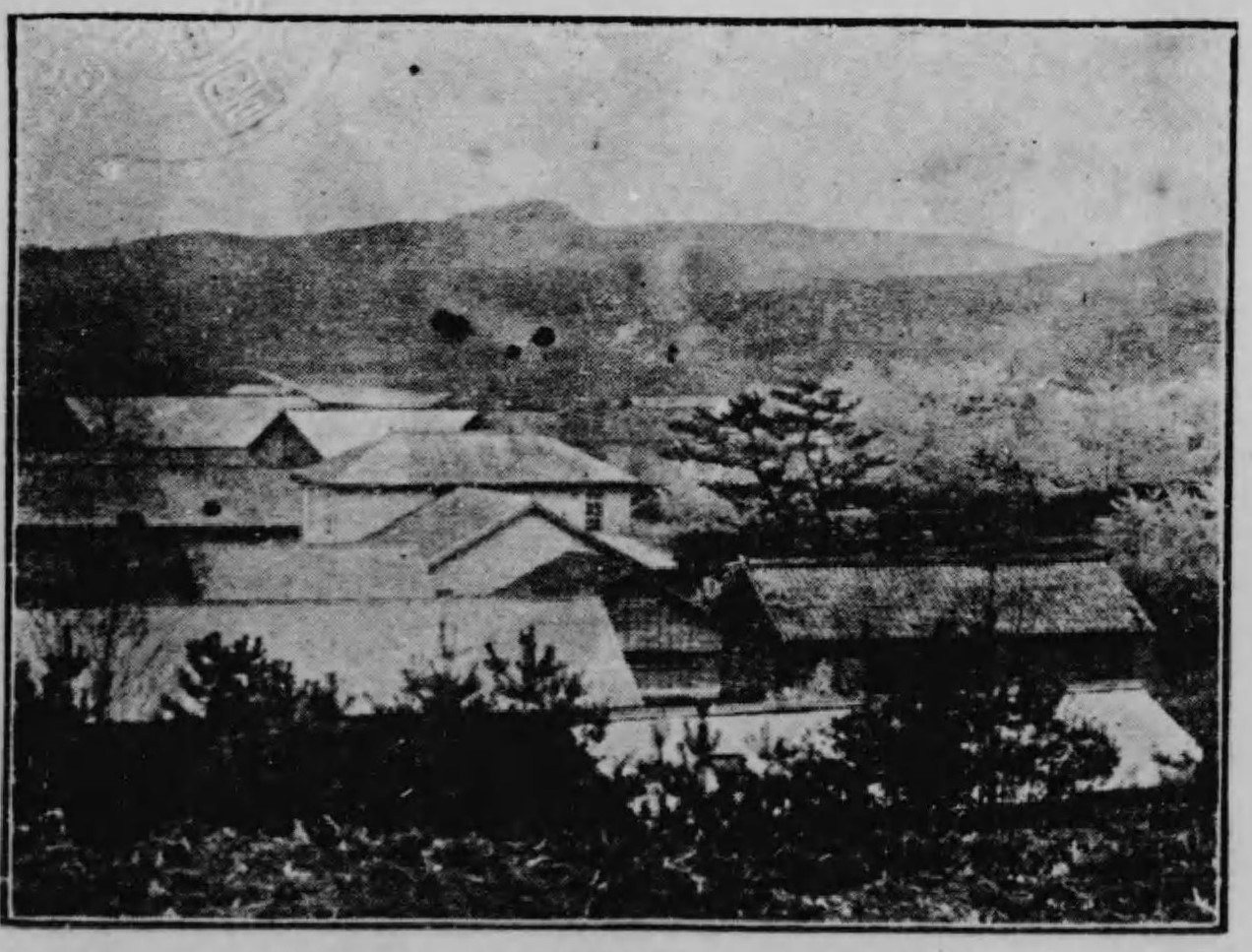
七塚原。富国強兵政策の一環として食の西洋化を進める目的で、肉用牛の近代的品種改良拠点として建設された

明治時代初期、岩倉蔓に加えて帝釈村（現庄原市東城町帝釈）岸万四郎が生み出した「有実蔓」も知られるようになる。また明治時代には八幡や美古登・口北や小奴可と各村に蔓牛が誕生している。近代に入り役牛に加えて肉食として用いる「役肉用牛」へと役割が移っていく。また近代化によってたたら製鉄が斜陽化すると、その失業者の受け皿の一つとなったことでこの地の牧畜が活発化したと見られている。
1900年（明治33年）農商務省によって近代的品種改良の拠点となる種畜牧場が山内東村七塚原（現山内町）に整備される。同年開催された第1回中国5県総合共進会において布見牛（岩倉蔓）が農商務大臣賞を受賞している。
比婆牛は役肉用牛としてだんだん全国に知られるようになる。ただし近代の広島和牛の代名詞的な存在は神石牛の方であった。1927年（昭和2年）2月7日大正天皇大喪の礼の際、神石牛「豊萬」号と共に八幡村（現東城町八幡地区）の「八幡」号が御轜車奉引牛に選ばれている。従来は京都丹波牛から選ばれており、それ以外では初めてのことだった。

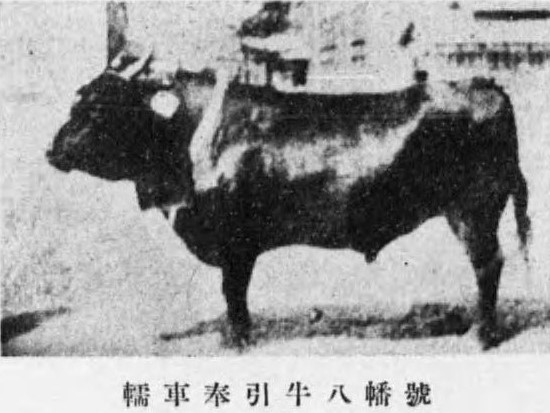
八幡号
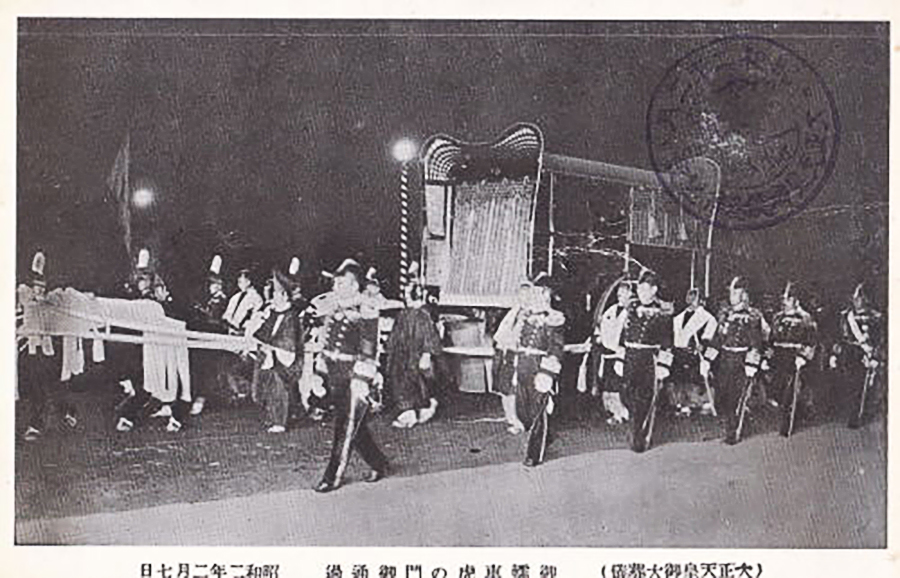
大正天皇大喪の礼での御轜車。どちらの牛か不明。

### あづま蔓

比和町にあるあづま蔓のモニュメント。

昭和に入ってからの調査で、岩倉・有実の両蔓の雄系をたどると1918年（大正7年）誕生した種雄牛「第10野田屋」号に収束することがわかり、それを元に近代的な集団育種事業を行うため1948年（昭和23年）あづま蔓造成組合が発足、そこから新蔓牛が誕生した。1952年（昭和27年）あづま蔓牛組合が国内初の公認蔓牛組合として全国和牛登録協会に認定されている。あづま蔓直系で育種登録第1号となった「第21深川」号は1953年（昭和28年）第1回全国和牛共進会（全国和牛能力共進会の前身）で名誉総裁高松宮杯を受賞しており、のち広島系統牛の始祖牛となる。
一方、1950年代に入ると農耕・運搬の機械化によって役牛としての需要は急速に減り、完全に肉用牛として飼われるようになる。
現代の比婆牛の基礎牛である「第38の1岩田」号は1948年（昭和23年）比和町で誕生する。この子孫が1966年（昭和41年）第1回・1970年（昭和45年）第2回全国和牛能力共進会で1等賞に入賞している。
また役牛から肉牛への用途に転換していく中であづま蔓の欠点だった前躯幅の改善を図るため、1959年（昭和34年）全国和牛登録協会主導により但馬牛との系統間交配が行われた。

### ブランド消滅と復活
高度経済成長以降農村部での離農が進み、農耕の機械化によって牛の飼育頭数は減少した。共進会で優秀な成績を収めていた広島県産の和牛は他県の家畜改良事業団に売られていたほどであったものの、広島県でも同様の傾向にあった。更に日米貿易摩擦によって牛肉の輸入自由化が迫っていた。また当時比婆牛の生産者はその誇りから、優秀な他県産や同県の神石産であってもその血を導入することを嫌がったため、専門家によって比婆牛の近交係数上昇が問題視されていた。
そうした中で1972年（昭和47年）農林省（現農林水産省）肉用牛育種集団事業の開始を受けて広島県では比婆牛と神石牛の系統間クロス交配による新たな和牛造成が始まった。そこから比婆牛は第4回・第5回全国和牛能力共進会で内閣総理大臣賞、1988年（昭和63年）農林水産祭で畜産部門最高賞である天皇杯を受賞し、全国でその名を高めた。
のちに広島県では他産地との差別化戦略として県統一ブランド「広島牛」構築が始まり、同時に広島県で流通する和牛を広島牛で統一することになり1986年（昭和61年）市場に公表した。ここで比婆牛ブランドの牛肉は国内流通市場から消滅した。
GATTウルグアイ・ラウンド以降の1995年（平成7年）から牛肉輸入枠が撤廃されるものの和牛が高付加価値商品として生き残れると認識され、2001年（平成13年）からのBSE問題、2003年（平成15年）からの平成の市町村大合併、などから日本各地で差別化として和牛地域ブランドは増加した。ただ広島牛は、生産者の高齢化などによって飼育頭数は減少したことに加え、他県産ブランドの台頭に対して後手を踏んでいた。また日豪EPAやTPPなどの交渉が進む中で今後更に牛肉市場で厳しい状況になることが予想された。
そうした中で広島県でブランドの再構築が行われた。これは血統に着目したもので、2013年（平成25年）新たな県域ブランド「広島血統和牛元就」を立ち上げ、これに続いて比婆牛・神石牛が地域ブランドとして復活することになった。
これにあわせて庄原市関係機関における比婆牛ブランドの再構築が行われた。2014年（平成26年）生産者・庄原市・JA庄原など関係機関7団体で「あづま蔓振興会」を設立、比婆牛ブランドの新たな認証制度を構築し広報および販売に取り組んでいる。

## 文化

### 口和モーモー祭り
旧口和町が共進会での好成績を受けて、1988年から隔年秋に開催している祭り。
牛に絡んだ各種イベント、牛肉の販売や焼肉コーナーなど各種開催されている。
- 公式ウェブサイト
- 公式 Facebook (口和モーモー祭-269215613283604) - Facebook

### 大仙信仰と牛供養
伯耆大山周辺の地域、伯耆・出雲・美作・備中北部・備後北部一帯には大山智明大権現信仰が盛んであった。古来には大山山頂の地蔵菩薩を信仰し、そこから平安時代末に牛馬信仰へと育まれた。
智明権現は大仙さんとも呼び、現在の庄原市域には大仙信仰と牛供養に関係する文化が残っている。各地区ごとに大仙神社（大山神社）を勧請し、定期的に大仙祭りが行われた。また大仙祭りとは別に牛馬供養田楽が行われ、そのいくつかが無形民俗文化財に指定されている。
- 塩原の大山供養田植 - 東城町塩原。国指定[19]。
- 比和牛供養田植 - 比和町。県指定[19]。
- 牛供養『花田植』 - 庄原市域。市指定[19]。
- 八鳥牛供養花田植 - 西城町八鳥。市指定[19]。